# 英雄193井
英雄193井位于新疆维吾尔自治区克拉玛依市白碱滩区油二厂厂区东南方向约4.5公里处。1958年4月8日开钻，是当时中国仅有的高产井。中国党和国家领导人朱德曾于1958年9月12日视察该井。2007年6月4日，公布为第六批新疆维吾尔自治区文物保护单位。